# Schaefferia emucronata
Schaefferia emucronata är en urinsektsart som beskrevs av Karel Absolon 1900. Schaefferia emucronata ingår i släktet Schaefferia och familjen Hypogastruridae. Inga underarter finns listade i Catalogue of Life.